# Ceryx toxotes
Ceryx toxotes là một loài bướm đêm thuộc phân họ Arctiinae, họ Erebidae.